# Przyrząd rozpoznania skażeń promieniotwórczych i chemicznych PRChR
Przyrząd rozpoznania skażeń promieniotwórczych i chemicznych PRChR – przyrząd rozpoznania bojowych środków trujących i skażeń promieniotwórczych używany w Wojsku Polskim.

## Charakterystyka przyrządu
Przyrząd rozpoznania skażeń promieniotwórczych i chemicznych PRChR wszedł na wyposażenie Wojska Polskiego w lach 70 XX w. Stanowił wyposażenie importowanych bojowych wozów piechoty BWP-1 i czołgów T-72.
Przyrząd PRChR jest przeznaczony do detekcji par i aerozoli środków trujących w powietrzu oraz skażeń promieniotwórczych terenu i promieniowania przenikliwego wybuchu jądrowego i do automatycznego sterowania mechanizmami wykonawczymi urządzeń zbiorowej ochrony przed bronią masowego rażenia zamontowanymi w wozach bojowych.
Detektorem skażeń chemicznych jest komora jonizacyjna, przez którą przepływa odfiltrowane i ogrzane powietrze. Składniki próbki są jonizowane promieniowaniem alfa. W przypadku braku środka trującego, przez komorę przepływa prąd o symetrycznej amplitudzie napięcia. Z chwilą wystąpienia skażenia wzrasta oporność elektryczna komory, przy dodatniej polaryzacji napięcia zasilającego. Oporność komory przy polaryzacji ujemnej nie ulega zmianie. Uzyskany sygnał z komory jonizacyjnej jest wzmacniany i porównywane są średnie prądy polaryzacji układu. Po przekroczeniu progu czułości generowane są sygnały alarmowe oraz uruchamiane mechanizmy wykonawcze urządzeń obrony przed bronią masowego rażenia.
Dane taktyczno-techniczne
- czas przygotowania detektora chemicznego do pracy – 20 minut
- czas wykrycia:
  - chemicznych środków trujących typu G – do 40 s,
  - promieniowania gamma od promieniotwórczego skażenia terenu – 10 s,
  - impulsu promieniowania gamma od wybuchu jądrowego – 0,1 sekundy.
- masa przyrządu – 29 kg,
- zasilanie – z sieci pokładowej napięciem stałym 27 V.

Sygnalizacja
- żółta lampka z opisem „O" – skażenie chemiczne,
- zielona lampka z napisem „P" – skażenie promieniotwórcze,
- czerwona lampka z napisem „A” – wybuch jądrowy.